# حوزه انتخابیه فسا
حوزهٔ انتخاباتی فسا یکی از حوزه از حوزه‌های استان فارس برای انتخابات مجلس شورای اسلامی است. این حوزه به مرکزیت فسا، ۱ نماینده دارد.

## نمایندگان
- دورهٔ اول: احمد بهشتی
- دورهٔ دوم: احمد بهشتی
- دورهٔ سوم: هدایت آقایی
- دورهٔ چهارم: محمدرضا مجیدی
- دورهٔ پنجم: محمدرضا مجیدی
- دورهٔ ششم: بهیار سلیمانی
- دورهٔ هفتم: محمدحسن دوگانی آغچغلو
- دورهٔ هشتم: محمدحسن دوگانی آغچغلو
- دورهٔ نهم: محمدحسن دوگانی آغچغلو
- دورهٔ دهم: محمدجواد جمالی نوبندگانی
- دورهٔ یازدهم: حجت‌الله فیروزی
- دورهٔ دوازدهم: حسنعلی محمدی

## پی‌نوشت و منبع
- «جدول حوزه‌های انتخابیه در انتخابات دهمین دورهٔ مجلس شورای اسلامی» (PDF). مرکز پژوهش و سنجش افکار صدا و سیما. بایگانی‌شده از اصلی (PDF) در ۵ اكتبر ۲۰۱۸. دریافت‌شده در ۱۸ ژوئیه ۲۰۱۶. تاریخ وارد شده در |archive-date= را بررسی کنید (کمک)